# Westerlund 2
Westerlund 2 là cụm sao nhỏ gọn bị che khuất (thậm chí có thể là cụm siêu sao ) trong Dải Ngân hà, với tuổi ước tính khoảng một hoặc hai triệu năm. Nó chứa một số ngôi sao nóng nhất, sáng nhất và lớn nhất được biết đến. Cụm này nằm trong một khu vực sinh sản của sao, được gọi là Gum 29, nằm cách chòm sao Carina 20.000 năm ánh sáng. Nó là một nửa độ từ mắt thường Cepheid biến V399 Carinae.

## Thành viên cụm
Cụm chứa ít nhất một chục ngôi sao O sớm, trong đó ít nhất ba ngôi sao bị lu mờ. Tất cả đều nóng hơn 38.000 K và sáng hơn 230.000. Có khoảng 20 ngôi sao hạng O nữa trong cụm, tất cả các đối tượng chuỗi chính ngụ ý tuổi rất trẻ cho cụm.
Một số Sao Wolf–Rayet được tìm thấy ở vùng lân cận Westerlund 2, mặc dù không nằm trong lõi trung tâm. WR20a, một nhị phân bao gồm hai ngôi sao WR và các ngôi sao đơn WR20aa, WR20b và WR20c đều được cho là thành viên của cụm, mặc dù hiện tại có thể là thành viên bỏ trốn. Tất cả năm Sói Ray là những vật thể cực kỳ trẻ với các loại quang phổ O If * / WN, trong số các ngôi sao phát sáng nhất trong thiên hà. Loại quang phổ tổng hợp này cho thấy các ngôi sao đốt cháy hydro rất lớn mới bắt đầu truyền nitơ và heli lên bề mặt và phát triển các luồng gió sao dày đặc hơn để chúng hiển thị các vạch phát xạ của một ngôi sao Wolf-Rayet. WR21a, bản thân nó là một nhị phân lớn, nằm cùng một hướng nhưng không chắc là thành viên của Westerlund 2.
Westerlund 2 cũng chứa một số lượng lớn các ngôi sao chuỗi chính có khối lượng dưới 2,5. Những ngôi sao này giới hạn tuổi của cụm sao đến gần 2 Lượng.

## Khám phá

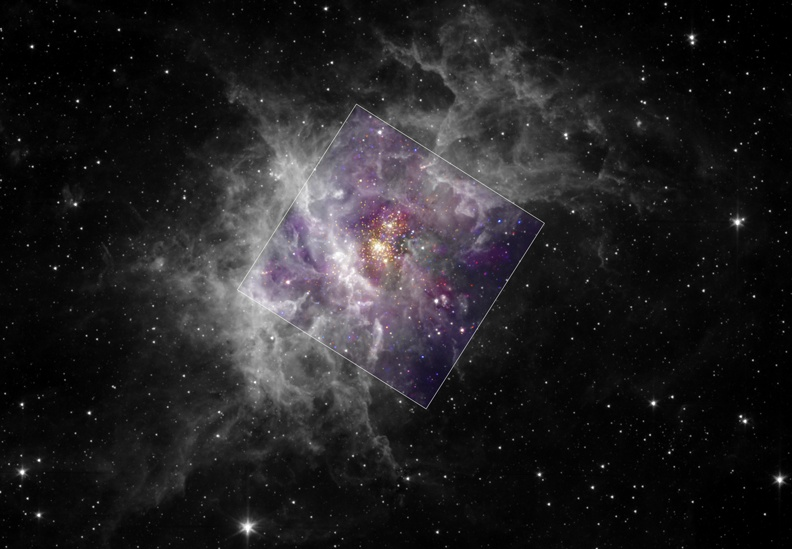
Westerlund 2 được bao quanh bởi tinh vân RCW 49

Như tên gọi của nó, cụm Westerlund 2 được phát hiện bởi Bengt Westerlund vào những năm 1960  nhưng nội dung của nó chỉ được đánh giá trong những năm sau đó.

## Hình ảnh kỷ niệm 25 năm của Hubble
Vào ngày 23 tháng 4 năm 2015, một hình ảnh của cụm Westerlund 2 đã được chọn để kỷ niệm 25 năm của Kính viễn vọng Không gian Hubble.